# Sandra Douglass Morgan
Sandra Douglass Morgan (ur. 10 kwietnia 1978) – amerykańska prawniczka, prezeska Las Vegas Raiders w National Football League.

## Życiorys
Jest córką Gilberta, czarnego Amerykanina, emerytowanego żołnierza United States Air Force, i Koreanki Kil Cha. Wychowała się w Las Vegas. Ukończyła Eldorado High School. W 1999 na University of Nevada w Reno uzyskał tytuł licencjata nauk politycznych i komunikacji. W 2003 uzyskała doktorat z prawa na William S. Boyd School of Law na University of Nevada w Paradise.
W kasynie The Mirage pracowała w latach 2005–2008 początkowo jako obrończyni, potem prawniczka procesowa. W latach 2008–2016 była miejską prawniczką w North Las Vegas, pierwszą czarną osobą pełniącą taka funkcję w Nevadzie. W latach 2016–2019 pełniła funkcję dyrektorki ds. zewnętrznych w AT&T Services. Później dołączyła do Nevada State Athletic Commission, Nevada Gaming Commission, a w 2019 do Nevada Gaming Control Board (była jej pierwszą czarną przewodniczącą). Wprowadziła m.in. wymóg, by firmy hazardowe podpisały deklaracje przeciwko nękaniu i dyskryminacji pracowników ze względu na płeć, rasę, kolor skóry, tożsamość płciową i narodowość. W czasie pandemii COVID-19 była odpowiedzialna za zamykanie i otwieranie kasyn. Pracowała wówczas w stanowej grupie zadaniowej ds. COVID-19.
Następnie przeszła do rady Caesars Entertainment, dołączyła też do rad Fidelity National Financial, Inc., Allegiant Airlines i Cerberus Cyber Sentinel. W listopadzie 2021 dołączyła do kancelarii prawnej Covington & Burling LLP jako doradczyni. Prowadzi też własną firmę konsultingową Douglass Morgan LLC. W grudniu 2021 została wiceprzewodniczącą komitetu organizacyjnego Super Bowl LVIII.
Została prezeską Las Vegas Raiders 7 lipca 2022, stając się pierwszą czarną i azjatycką prezeską drużyny w NFL, jednocześnie trzecią kobietą i trzecią osobą ze społeczności afroamerykańskiej na stanowisku prezesowskim w NFL.
Jej mężem jest były zawodnik Minnesota Vikings i Arizona Cardinals, Don Morgan. Mają dwoje dzieci.